# Ночь и город (фильм, 1950)
«Ночь и город» (Night and the City) — фильм-нуар, снятый в Лондоне в 1950 году по заказу Д. Занука покинувшим США режиссёром Жюлем Дассеном. В основу сценария лёг одноимённый роман Джеральда Керша (1938). В 1992 году вышел его голливудский ремейк с Робертом де Ниро.

## Сюжет
Гарри Фабиан (Ричард Уидмарк) — мелкий лондонский «разводила» без гроша за душой, но с грандиозными планами на будущее. Он ставит всё в своей жизни на карту, чтобы застолбить место в криминальном мире, организовав резонансный поединок двух известных рестлеров. Его расчёт основан на убеждении, что воротила Кристо (Херберт Лом), который контролирует все матчи в британской столице, не сможет ничего ему противопоставить — до тех пор, пока начинание Фабиана поддерживает отец Кристо, легендарный греческий борец Грегориус. Однако планы Фабиана никогда не срабатывают, о чём ему не устаёт напоминать невеста Мэри (Джин Тирни), мечтающая о спокойной жизни в браке с любимым…

## В ролях
- Ричард Уидмарк — Гарри Фабиан
- Джин Тирни — Мэри Бристол (песни в фильме исполняет Моди Эдвардс)
- Гуги Уитерс — Хелен Носсеросс
- Хью Марлоу — Адам Данн
- Фрэнсис Л. Салливан — Фил Носсеросс, хозяин закрытого клуба «серебряная лиса»
- Герберт Лом — Кристо
- Станислав Збышко — Грегориус, отец Кристо
- Майк Мазурки — душитель
- Эдвард Чепмен — Хоскинс

## Анализ
«Ночь и город» стоит особняком среди фильмов в жанре нуар. Вместо американских реалий здесь представлен Лондон со знакомыми всем туристическими видами и лабиринтами старинных улиц. В ролях второго плана заняты корифеи английской сцены, известные кинолюбителям по экранизациям произведений Шекспира и Диккенса. Оператор Мутц Гринбаум, прошедший в молодости школу немецкого экспрессионизма, то и дело балансирует на грани гротеска. Город представлен им как кошмарный капкан, из обитателей которого мало кто может вызвать у зрителя симпатию и откуда не может быть спасения. Заказчик убийства главного героя остаётся в финале безнаказанным, что идёт вразрез с требованиями кодекса Хейса.

## Реакция
В силу своего неизбывного пессимизма «Ночь и город» не имел успеха ни у критиков, ни у публики. Специально для проката в США фильм был сокращён на 5 минут, что сделало его ещё мрачнее. Критиков смутили плоский сценарий и склонность режиссёра к преувеличениям. Отмечалось, что зрителю сложно поставить себя на место главного героя — мелкого беспринципного мошенника, который, как ясно с самого начала, обречён на гибель. Тем не менее в 2005 году фильм Дассена был перевыпущен на DVD в престижной серии Criterion Collection и нередко упоминается в числе шедевров эпохи нуара. Беспросветная картина морально разлагающегося города позволяет видеть в фильме Дассена предшественника таких шедевров, как «Таксист» и «Семь».